# Poicephalus
Poicephalus Swainson, 1837 è un genere di uccelli della famiglia degli Psittacidi e della sottofamiglia Psittacinae, è diffuso nell'Africa subsahariana.

## Etimologia
Il nome Poicephalus deriva dal greco, φαιος, phaios: grigio, κεφαλος, kephalos: testa, tutti i poicephalus hanno un "cappuccio" grigio.

## Descrizione
Comprende pappagalli di media taglia, dal corpo forte e dalla coda a spatola, alcuni dei quali perfettamente adattati alla vita a contatto con l'uomo.

## Distribuzione e habitat
Hanno colonizzato vasti areali dell'Africa subsahariana adattandosi sia alle foreste primarie (alberi alti e medi, piuttosto fitti), sia a quelle secondarie (alberi sparsi e sottobosco rado), sia alle savane (ricche di alberi sparsi e cespugli), sia alle foreste ricche d'acqua, quelle costiere (lungo le coste del mare con palme e mangrovie), sia a quelle a galleria (con la boscaglia che si sviluppa lungo un corso d'acqua).

## Tassonomia
Il genere Poicephalus comprende le seguenti specie:
- Poicephalus fuscicollis (Kuhl, 1820) - pappagallo collobruno
- Poicephalus robustus (J.F.Gmelin, 1788) - pappagallo del Capo
- Poicephalus gulielmi (Jardine, 1849) - pappagallo fronterossa
- Poicephalus meyeri (Cretzschmar, 1827) - pappagallo di Meyer
- Poicephalus rueppellii (G.R.Gray, 1849) - pappagallo di Rüppell
- Poicephalus cryptoxanthus (W.Peters, 1854) - pappagallo testabruna
- Poicephalus crassus (Sharpe, 1884) - pappagallo niam niam
- Poicephalus rufiventris (Rüppell, 1842) - pappagallo panciarossa
- Poicephalus senegalus (Linnaeus, 1766) - pappagallo del Senegal
- Poicephalus flavifrons (Rüppell, 1842) - pappagallo frontegialla